# 愛麗絲·赫茨索默
愛麗絲·赫茨索默（捷克語：Alice Herz-Sommer，1903年11月26日—2014年2月23日），英文名愛麗絲·索默（英語：Alice Sommer），生於奧匈帝國時期布拉格（今捷克首都布拉格），捷克裔英国籍鋼琴演奏家。
第二次世界大戰期間，她的犹太血统导致她被納粹黨送至特萊西恩施塔集中營（Theresienstadt concentration camp）中兩年，但因钢琴弹得好由此幸存。2014年，她以110岁高龄与世长辞，是猶太人纳粹集中營倖存者裏的最年長者，被列入金氏世界記錄中。一星期之后举行的第86届奥斯卡金像奖，她的自传式纪录片《六号女士：音乐拯救了我》获得奥斯卡最佳纪实短片奖。

## 生平
她出生于奥匈帝国时期布拉格市，而且她是双胞胎，孪生姐姐是Mariana，另有两个兄弟。其父母 Friedrich & Sofie Herz在布拉格開設文化沙龍，包括弗朗茨·卡夫卡、古斯塔夫·馬勒皆是他們的家庭友人。愛麗絲·赫茨索默從小學習鋼琴，以貝多芬為目標。
1938年，納粹德國佔領捷克，愛麗絲·赫茨索默為了照顧生病的母親，留在布拉格。1943年7月，她與家人同時被送進集中營中，其母親遭到殺害。愛麗絲·赫茨索默因為擅長鋼琴，負責為獄警演奏，獲得較好的待遇。也獲准照顧她的么子。其夫被送到达豪集中营，1944年因斑疹傷寒過世。
2014年2月23日，她在英國倫敦病逝，终年110岁，是吉尼斯世界纪录里的“猶太人纳粹集中營倖存者裡的最年長者”。而且一周之后的第86届奥斯卡金像奖，她的自传式纪录片《六号女士：音乐拯救了我》获得奥斯卡最佳纪实短片奖。

## 书籍
- A Century of Wisdom: Lessons From the Life of Alice Herz-Sommer the World's Oldest Living Holocast Survivor （捷克总统亲自作序）
- Garden of Eden in Hell

## 电影
- The Lady in Number 6: Music Saved My Life（英语：The Lady in Number 6）
- Alice Sommer Herz at 106: Everything Is a Present